# Râul Lăpușel
Râul Lăpușel este un curs de apă, afluent al râului Izvorul. Se formează la confluența a două brațe Scărița și Pârâul Urșilor